# Heterodontiformes
Ordre
Les Heterodontiformes  sont un ordre de requins primitifs.

## Sous-taxons
Selon Catalogue of Life (7 aout 2025) :
- famille des Heterodontidae Gray, 1851

Selon Fossilworks (site consulté le 6 mars 2021), l'ordre comprend :
- sous-ordre des Hybodontoidei Owen, 1846 †
- famille des Heterodontidae Gray, 1851